# Czerwona Wieża (Chemnitz)
Czerwona Wieża w Chemnitz (niem. Der Rote Turm) – dawna wieża obronna, pozostałość średniowiecznych murów miejskich w Chemnitz, zlokalizowana na narożniku Straße der Nationen i Am Wall.

## Historia
Wieża to najstarsza budowla pierwotnej części miasta. Wspomina się o niej już w 1466. Wiele wskazuje jednak na to, że jest znacznie starsza. Badania archeologiczne wykazały, że wieża od początku nie była wkomponowana w mury miejskie i prawdopodobnie stała przed ich linią. Mogła służyć jako wieża mieszkalna komornika miejskiego, działającego na zlecenie cesarskie.
Od XVI wieku potwierdzone jest wykorzystanie wieży jako więzienia. W 1570 było tu trzynaście cel dla dziewiętnastu więźniów. Wykorzystywano ją na potrzeby więzienne także po 1840, gdy  rozebrano już mury miejskie. Przed 1945 była schowana na tyłach zabudowań i nie odgrywała większej roli w pejzażu miasta.
Spłonęła doszczętnie podczas walk o miasto w 1945, ale w 1950 otrzymała tymczasowy dach. Została ostatecznie odrestaurowana w latach 50. XX wieku. Kawiarnia, otwarta w wieży 14 lutego 1959, przekształciła się w popularne miejsce spotkań, a sąsiadujący z nią niski budynek mieścił wystawę poświęconą odbudowie centrum miasta. Wieża odgrywała również ważną rolę dla wzornictwa i była inspiracją dla kształtów butelek. Po 1990 została gruntownie wyremontowana i udostępniana.

## Nazwa
Nazwa obiektu pochodzi prawdopodobnie od barwy tufu porfirowego, z którego jest wzniesiona.